# Аламудунский район
Аламудунский район (кирг. Аламүдүн району) — административная единица в составе Чуйской области Кыргызстана. Столица республики Бишкек окружён территорией района, но не входит в его состав. Административный центр — село Лебединовка.

## История
26 ноября 1959 года к Аламединскому району была присоединена часть территории упразднённого Кызыл-Аскерского района. В 1974 году из Кантского района был выделен Аламединский район. В 1990-х годах написание названия района изменено на современное.

## Население
По данным переписи населения Кыргызстана 2009 года, киргизы составляют 86 550 человек из 148 032 жителей района (58,5 %), русские — 37 312 человек (25,2 %), уйгуры — 5503 человек (3,7 %), казахи — 2161 человек (1,5 %), узбеки — 2032 человек (1,4 %), курды — 1907 человек (1,3 %), азербайджанцы — 1852 человек (1,2 %), турки — 1810 человек (1,2 %), татары — 1751 человек (1,2 %), украинцы — 1668 человек (1,1 %), корейцы — 1261 человек (0,8 %), немцы — 1141 человек (0,8 %).

## Административно-территориальное деление
Крупные населённые пункты: Лебединовка, Ленинское, Молдовановка, Байтик.
Сельские населённые пункты (сёла), входящие в 17 аильных (сельских) округов:
- Ак-Дебенский аильный округ: с. Кайырма (центр), Молдовановка;
- Ала-Арчинский аильный округ: с. Мраморное (центр), Рассвет;
- Аламудунский аильный округ: с. Аламудун, Садовое;
- Арашанский аильный округ: с. Арашан, Татыр;
- Аильный округ Байтик: с. Байтик, Арчалы, Байгельди, Баш-Кара-Суу, Кашка-Суу;
- Васильевский аильный округ: с. Виноградное (центр), Васильевка, Полевое, Привольное;
- Грозденский аильный округ: с. Гроздь, Ат-Баши, Бирдик, Вторая Пятилетка, Лесное;
- Кара-Джыгачский аильный округ: с. Кара-Джыгач, Бек-Тоо;
- Кок-Джарский аильный округ: с. Кёк-Джар;
- Лебединовский аильный округ: с. Лебединовка, Восток, Дачное;
- Ленинский аильный округ: с. Ленинское, Константиновка, Мыкан;
- Маевский аильный округ: с. Маевка;
- Нижне-Аларчинский аильный округ: с. Нижная Ала-Арча;
- Октябрьский аильный округ: с. Октябрьское, Лубяное, Чуйское;
- Пригородный аильный округ: с. Пригородное, Озёрное, Степное, Достук;
- Таш-Дебенский аильный округ: с. Таш-Дебе, Заречное, Малиновка, имени Суйменкула Чокморова (Чон-Таш);
- Таш-Мойнокский аильный округ: с. Кой-Таш, Беш-Кунгей, Горная Маёвка, Кызыл-Бирдик, Подгорное, Прохладное, Таш-Мойнок.

Указом от 4 марта 2024 года щесть аильных округов целиком (Аламудунский, Кок-Джарский, Лебединовский, Маёвский, Нижне-Аларчинчский, Пригородный) и некоторые территории других округов присоединены к Бишкеку.

## Известные люди
- Абдраимов, Ишембай (1914—2001) — лётчик, заслуженный пилот СССР
- Атамбаев, Алмазбек Шаршенович (1956—н. в.) — Президент Кыргызской Республики, Премьер-министр (2010)
- Гришин, Иван Александрович (1918—1960) — Герой Советского Союза
- Кыдыкеева, Бакен (1923—1994) — актриса театра, народная артистка СССР (1970)
- Киизбаева, Сайра (1917—1988) — оперная певица, народная артистка СССР (1958)
- Куюкова, Даркуль (1919—1997) — актриса театра и кино, народная артистка СССР (1967)
- Таранчиев, Исмаилбек (1923—1944) — Герой Советского Союза
- Чокморов, Суйменкул (1939—1992) — актёр кино, народный артист СССР (1981)
- Исманов, Хусаин (24.01.1924 — 28.09.1956) Полный кавалер ордена Славы[7]